# Ignác ze Schönfeldu
Ignác rytíř ze Schönfeldu (německy Ignaz Ritter von Schönfeld, 1778. Praha - 11. listopadu 1839, Vídeň) byl česko-rakouský šlechtic z rodu Schönfeldů. Působil jako státní úředník, podnikatel a genealog.

## Život
Narodil se jako syn c.k. dvorního tiskaře Johanna Ferdinanda ze Schönfeldu a jeho ženy Johanny Lehnertové. 
Po dokončení studií práv na Karlově univerzitě působil nejprve u krajských soudů v Tarnově a Černovicích a v roce 1805 se stal okresním správcem. Roku 1813 však ze služby odešel a vedl otcovu pražskou tiskárnu, kterou v roce 1818 předal svému bratru Jakobovi a přestěhoval se do Vídně, kde nastoupil jako obchodní zástupce. O něco později byl spoluzakladatelem Prvního rakouského sdružení Spar-Casse v Leopoldstadtu ve Vídni, na jehož vedení se podílel až do roku 1828. Poté krátce odcestoval do Oděsy jménem rodiny Logothettiů.
Po otcově smrti (1821) vedl jím založené vídeňské Schönfeldské technologické muzeum a Schönfeldský šlechtický archiv. V roce 1823 muzeum prodal. 
Na základě rozsáhlé šlechtické sbírky vydal v roce 1824 první rakouský šlechtický schematismus, který však vzbudil odpor císařských úřadů, a proto v roce 1825 prodal také archiv. Výtěžek investoval do nepříliš úspěšného podnikání a kvůli hrozícímu soudnímu sporu na začátku 30. let 19. století také musel převzít zpět šlechtický archiv.
Jeho hospodářské a politické zásluhy lze spatřovat ve významné účasti na rozvoji první rakouské spořitelny, která prosazovala zvýšení blahobytu chudšího obyvatelstva.

### Manželství a rodina
Ignác rytíř ze Schönfeldu byl ženatý se Zuzanou hraběnkou Logothettiovou (16. ledna 1785, Černovice - 18. dubna 1857, Vídeň-Leopoldstadt) dcerou hraběte Jakuba Logothettiho a jeho manželky Kateřiny d'Ymbault.  Z jejich manželství jsou známy čtyři děti:
- Leon, † po roce 1818.
- Eduard, (24. března 1809, Černovice - 10. prosince 1839, Vídeň), nadporučík císařského dragounského pluku velkovévody Leopolda II. Toskánského, č. 4 v Kőszegu a Innsbrucku.
- Johann Ferdinand (1814, Černovice - 24. prosince 1857, Vídeň-Leopoldstadt) úředník ve Vídni, od roku 1853 zbaven svéprávnosti pro slabomyslnost.
- Maria (1815, Černovice - 19. listopadu 1835, Vídeň).

## Spisy
- Handbuch der erläuterten Gerichtsordnung. Neubearbeitung. Prag und Wien 1801 (onb.ac.at).
- Adelsschematismus des österreichischen Kaiserstaates. Band 1. Wien 1824 (onb.ac.at).
- Adelsschematismus des österreichischen Kaiserstaates. Band 2. Wien 1825 (onb.ac.at).